# Roxanne Modafferi

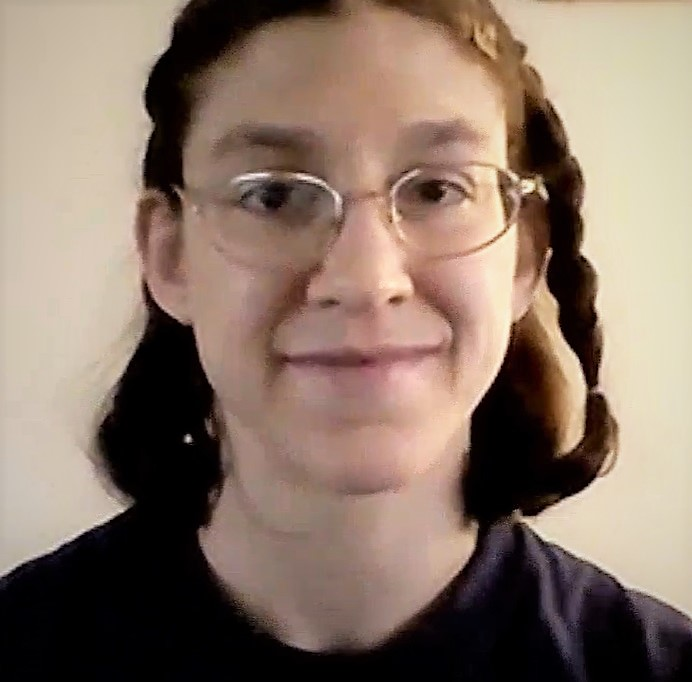
Modafferi em "O Quarto Desconhecido" em 2019

Roxanne Vincenta Modafferi (Wilmington, 24 de setembro de 1982) é uma lutadora estadunidense de artes marciais mistas, que atualmente possui contrato com o UFC.

## Biografia
O treinamento de Modafferi começou no taekwondo quando ela ainda era adolescente, na Pennsylvania, passando para o Kenpō Karate com Mark Lawler, dois anos depois. Ela então começou a frequentar o Dalton Judo Club, em Pittsfield, Massachusetts. Sua descrição dessa experiência foi: "Eu pensei que eu estava legal fazendo Karate, como as estrelas de cinema, mas então, no Judo, aprendi o que era voar". Ela treinou durante três anos para ganhar a faixa marrom na modalidade, e depois se formou no ensino médio. Antes de sair de casa para estudar na Universidade de Massachusetts, um colega faixa marrom em Brazilian Jiu Jitsu trouxe Modafferi para uma associação de Royce Gracie, em Adams, Massachusetts, onde treinou intensamente durante três meses.
Modafferi é formada em Língua e Literatura Japonesa e em Linguística, na Universidade de Massachusetts. Na faculdade, ela encontrou o clube Amherst Athletic, onde se baseia a New England Submission Fighting. Além disso, ela treinou em outra associação de Royce Gracie, em Hartford, Connecticut, por cerca de um ano (exigindo uma viagem de ida e volta semanal de duas horas, semanalmente), também ingressando na Escola de Autodefesa de Jeremy Libiszewski, em Wilbraham, Massachusetts. Durante as férias de verão, em Boston, ela treinou no clube Joao Amaral's New England BJJ, agora associado à Brazilian Top Team. Modafferi diz: "Esses caras são difíceis, pois o concreto é difícil e superou minhas fraquezas quando eles os encontraram". Para trabalhar seu jogo em pé, ela também frequentou a filial norte-americana Sityodtong Muay Thai Academy, em Somerville, Massachusetts, administrada por Kru Mark DellaGrotte.
Ela é agora membro da equipe Syndicate MMA.

## Carreira no MMA

### Carreira internacional
Modafferi passou de setembro de 2003 a junho de 2004, no seu primeiro ano de MMA, em Tóquio, no Japão. Isso permitiu-lhe competir em várias competições de MMA e BJJ. Ela conseguiu um cartel nas artes marciais mistas de 3-0 na promoção Smackgirl, e derrotou Jennifer Howe (que, na época, era considerada a melhor lutadora feminina nos Estados Unidos, senão do mundo), no HOOKnSHOOT.
No Japão, ela treinou no clube Cross Point, em Kichijouji, aprimorando seu Muay Thai e BJJ. Ela espera escrever um livro sobre suas experiências durante esse período, tendo já escrito vários artigos sobre o assunto.[carece de fontes?] Depois de se formar, em maio de 2005, conseguiu um cargo com o Berlitz, ensinando inglês no Japão, onde ficou até julho de 2005.
Modafferi teve uma vitória por decisão dividida contra Cassandra Rivers-Blasso, no Fatal Femmes Fighting, em 2 de fevereiro de 2007. Ela se tornou campeã do Torneio Aberto de Mulheres do K-GRACE, em 27 de maio de 2007, derrotando Hee Jin Lee, Megumi Yabushita e Marloes Coenen.
Roxanne defendeu seu título do FFF contra Vanessa Porto, no FFF 4 - Call of the Wild, em 3 de abril de 2008. Ela ganhou a luta por TKO no terceiro round.
Ela assinou um contrato com o American Fight League e enfrentaria Tara LaRosa num evento de novembro da AFL, mas, em vez disso, lutou no primeiro evento de Valkira, no Japão, depois que os planos da AFL foram anulados.

### Strikeforce
Modafferi subiu de peso e fez sua aguardada estreia no Strikeforce, em uma revanche com Marloes Coenen, em 7 de novembro de 2009, no Strikeforce: Fedor vs. Rogers, mas perdeu a luta por chave de braço no primeiro round.

### Promoções independentes
Em 30 de janeiro de 2010, Modafferi finalizou Molly Helsel no segundo round, no King of the Cage: Toryumon, em Okinawa, Japão.
Modafferi fez a revanche contra Tara LaRosa, no Moosin: God of Martial Arts, em 21 de maio de 2010. O Strikeforce forneceu uma permissão oficial para Modafferi competir no card. Modafferi ganhou a luta por decisão dividida.

### Retorno ao Strikeforce
Modafferi voltou ao Strikeforce para desafiar Sarah Kaufman, no Strikeforce Challengers: del Rosario vs Mahe, em 23 de julho de 2010. Ela perdeu a luta por nocaute devido a um slam no terceiro round.
Modafferi foi demitida do Strikeforce em 12 de novembro de 2010, depois de perder as duas lutas que fez na promoção. Ela enfrentaria Hitomi Akano, no World Victory Road Presents: Soul of Fight, em 30 de dezembro de 2010, mas a luta foi cancelada depois que Modafferi sofreu uma doença no estômago e não conseguiu competir.

### Retorno ao MMA internacional
Modafferi enfrentou Rosi Sexton, no Cage Warriors Fighting Championship 40, em 26 de fevereiro de 2011. A luta foi a estreia de Modafferi no peso-mosca. Ela foi derrotada por decisão unânime.
Modafferi, então, enfrentou Hitomi Akano, no Jewels 15th Ring, em 9 de julho de 2011. Ela foi derrotada por decisão unânime.
Modafferi enfrentaria Aisling Daly, no BlackEye Promotions 5, em 1 de outubro de 2011, em Fletcher, Carolina do Norte. No entanto, Daly foi forçado a se retirar do card e, em vez disso, Modafferi enfrentou Barb Honchak. Ela foi derrotada por finalização, devido a um mata-leão no terceiro round.
Em 10 de fevereiro de 2012, foi anunciado que Modafferi enfrentaria Takayo Hashi, no Jewels 18th Ring, em 3 de março, em Tóquio. Ela foi derrotada por decisão unânime.
Modafferi estava prestes a enfrentar Shizuka Sugiyama, no Jewels 22nd Ring, em 15 de dezembro de 2012. No entanto, ela sofreu uma lesão no pescoço durante um treinamento, e retirou-se da luta em 13 de dezembro.

### The Ultimate Fighter 18
Em agosto de 2013, foi anunciado que Modafferi fora uma das lutadoras selecionadas para participar do The Ultimate Fighter: Team Rousey vs. Team Tate. Na luta de eliminação para entrar na casa do TUF, Modafferi enfrentou Valérie Létourneau e ganhou através de um mata-leão no primeiro round. Mais tarde, perdeu sua primeira luta no torneio para Jessica Rakoczy.

### Ultimate Fighting Championship
Em novembro de 2013, foi anunciado que Modafferi faria sua estreia oficial no UFC contra outra participante do TUF 18: Raquel Pennington, em 30 de novembro de 2013, no The Ultimate Fighter 18 Finale. Ela perdeu a luta por decisão unânime (30-27, 30-27 e 29-28).

### Invicta FC
Modafferi enfrentou Tara LaRosa pela terceira vez, no Invicta FC 8, dia 6 de setembro de 2014. O evento foi o primeiro do Invicta a acontecer exclusivamente no UFC Fight Pass. Modafferi ganhou a luta por decisão unânime, finalizando sua série de 6 derrotas consecutivas, vencendo pela primeira vez em quatro anos. Ela deu sequência a isso com uma vitória por decisão dividida sobre Andrea Lee, no Invicta FC 10, dia 5 de dezembro de 2014.
Modafferi enfrentou Vanessa Porto, no Invicta FC 12, dia 24 de abril de 2015, e perdeu a luta por decisão unânime. Modafferi enfrentou Mariana Morais, no Invicta FC 14, dia 12 de setembro de 2015, e venceu por TKO no terceiro round. Modafferi formou um cartel de 4-1 no Invicta FC, com uma vitória sobre DeAnna Bennett, em março de 2016, no Invicta FC 16: Hamasaki vs. Brown. Mais tarde, ela foi anunciada como a desafiante de Jennifer Maia, pelo cinturão do Invicta FC, no Invicta FC 19, em 23 de setembro de 2016. A luta foi a primeira disputa de cinturão de Modafferi no Invicta FC.

### The Ultimate Fighter 26
Em agosto de 2017, foi anunciado que Modafferi fora uma das lutadoras que participariam do The Ultimate Fighter 26, onde a campeã ganharia o Cinturão Peso-Mosca-Feminino do UFC.
Na rodada de abertura, Modafferi enfrentou Shana Dobson, e ganhou por TKO devido a golpes no primeiro round, assim indo para a próxima etapa da competição. Nas quartas de final, Modafferi enfrentou Emily Whitmire, e venceu a luta por TKO no primeiro round. Nas semifinais, Modafferi enfrentou Sijara Eubanks, e perdeu por decisão unânime após três rounds.

### Retorno ao UFC
Modafferi enfrentará Barb Honchak, em 1 de dezembro de 2017, no The Ultimate Fighter 26 Finale.

## Campeonatos e realizações

### Artes marciais mistas
- International Sport Karate Association
  - Campeã Mundial no Peso-Médio-Feminino do ISKA (uma vez)
- International Fighting Championships
  - Campeã Peso-Médio-Feminino do IFC (uma vez)
- Fatal Femmes Fighting
  - Campeã Peso-Leve-Feminino do FFF (duas vezes)
- K-GRACE
  - Vencedora do torneio de peso aberto feminino da K-GRACE
- Smackgirl
  - Semifinalista do torneio de peso aberto do Smackgirl World ReMix 2004
- AwakeningFighters.com WMMA Awards
  - Lutadora peso-mosca do ano (2014)[39]

### Submission grappling
- North American Grappling Association
  - Lutadora do ano do NAGA (2002)
- Abu Dhabi Combat Club
  - 2005 ADCC Submission Wrestling World Championships -60 kg Quarterfinalist

## Cartel no MMA
| Cartel no MMA   |             |             |
| 45 lutas        | 25 vitórias | 20 derrotas |
| Por nocaute     | 4           | 1           |
| Por finalização | 5           | 3           |
| Por decisão     | 16          | 16          |

| Res.    | Cartel | Oponente                | Método                        | Evento                                                   | Data       | Round | Tempo | Local                              | Notas                                                                                                |
| ------- | ------ | ----------------------- | ----------------------------- | -------------------------------------------------------- | ---------- | ----- | ----- | ---------------------------------- | --- |
| Derrota | 25-20  | Casey O’Neill           | Decisão (dividida)            | UFC 271: Adesanya vs. Whittaker 2                        | 12/02/2022 | 3     | 5:00  | Houston, Texas                     | |
| Derrota | 25-19  | Taila Santos            | Decisão (unânime)             | UFC 266: Volkanovski vs. Ortega                          | 25/09/2021 | 3     | 5:00  | Las Vegas, Nevada                  | |
| Derrota | 25-18  | Viviane Araújo          | Decisão (unânime)             | UFC on ESPN: Chiesa vs. Magny                            | 20/01/2021 | 3     | 5:00  | Abu Dhabi                          | |
| Vitória | 25-17  | Andrea Lee              | Decisão (unânime)             | UFC Fight Night: Waterson vs. Hill                       | 12/09/2020 | 3     | 5:00  | Las Vegas, Nevada                  | |
| Derrota | 24-17  | Lauren Murphy           | Decisão (unânime)             | UFC on ESPN: Blaydes vs. Volkov                          | 20/06/2020 | 3     | 5:00  | Las Vegas, Nevada                  | |
| Vitória | 24-16  | Maycee Barber           | Decisão (unânime)             | UFC 246: McGregor vs. Cowboy                             | 18/01/2020 | 3     | 5:00  | Las Vegas, Nevada                  | |
| Derrota | 23-16  | Jennifer Maia           | Decisão (unânime)             | UFC on ESPN: dos Anjos vs. Edwards                       | 20/07/2019 | 3     | 5:00  | San Antonio, Texas                 | |
| Vitória | 23-15  | Antonina Shevchenko     | Decisão (dividida)            | UFC Fight Night: Overeem vs. Oleinik                     | 20/04/2019 | 3     | 5:00  | São Petersburgo                    | |
| Derrota | 22-15  | Sijara Eubanks          | Decisão (unânime)             | UFC 230: Cormier vs. Lewis                               | 03/11/2018 | 3     | 5:00  | Nova Iorque, Nova Iorque           | |
| Vitória | 22-14  | Barb Honchak            | Nocaute Técnico (cotoveladas) | The Ultimate Fighter: Undefeated                         | 06/07/2018 | 2     | 3:32  | Las Vegas, Nevada                  | |
| Derrota | 21-14  | Nicco Montaño           | Decisão (unânime)             | The Ultimate Fighter: A New World Champion Finale        | 01/12/2017 | 5     | 5:00  | Las Vegas, Nevada                  | Retorno ao UFC; Pelo Cinturão Inaugural Peso Mosca do UFC; Luta da Noite.                            |
| Vitória | 21-13  | Sarah D'Alelio          | Nocaute Técnico (cotoveladas) | Invicta FC 23                                            | 20/05/2017 | 3     | 1:37  | Kansas City, Missouri              | |
| Vitória | 20-13  | Priscila de Souza       | Finalização (chave de braço)  | Fusion Fight League: Ladies Fight Night                  | 01/04/2017 | 2     | 4:52  | Billings, Montana                  | Ganhou o Cinturão Peso Mosca do FFL.                                                                 |
| Derrota | 19-13  | Jennifer Maia           | Decisão (dividida)            | Invicta FC 19                                            | 23/09/2016 | 5     | 5:00  | Kansas City, Missouri              | Pelo Cinturão Peso Mosca do Invicta FC.                                                              |
| Vitória | 19-12  | DeAnna Bennett          | Decisão (dividida)            | Invicta FC 16                                            | 11/03/2016 | 3     | 5:00  | Las Vegas, Nevada                  | |
| Vitória | 18-12  | Mariana Morais          | Nocaute Técnico (socos)       | Invicta FC 14                                            | 12/09/2015 | 3     | 4:40  | Kansas City, Missouri              | |
| Derrota | 17-12  | Vanessa Porto           | Decisão (unânime)             | Invicta FC 12                                            | 24/04/2015 | 3     | 5:00  | Kansas City, Missouri              | |
| Vitória | 17-11  | Andrea Lee              | Decisão (dividida)            | Invicta FC 10                                            | 05/12/2014 | 3     | 5:00  | Houston, Texas                     | |
| Vitória | 16-11  | Tara LaRosa             | Decisão (unânime)             | Invicta FC 8                                             | 06/09/2014 | 3     | 5:00  | Kansas City, Missouri              | |
| Derrota | 15-11  | Raquel Pennington       | Decisão (unânime)             | The Ultimate Fighter: Team Rousey vs. Team Tate Finale   | 30/11/2013 | 3     | 5:00  | Las Vegas, Nevada                  | Estreia no UFC; Luta no peso galo.                                                                   |
| Derrota | 15-10  | Takayo Hashi            | Decisão (unânime)             | Jewels 18th Ring                                         | 03/03/2012 | 2     | 5:00  | Koto                               | Peso-casado (127 lbs).                                                                               |
| Derrota | 15-9   | Barb Honchak            | Finalização (mata leão)       | BEP 5: Breast Cancer Beatdown                            | 01/10/2011 | 3     | 1:46  | Fletcher, Carolina do Norte        | |
| Derrota | 15-8   | Hitomi Akano            | Decisão (unânime)             | Jewels 15th Ring                                         | 09/07/2011 | 2     | 5:00  | Kabukicho                          | Luta no peso-galo.                                                                                   |
| Derrota | 15-7   | Rosi Sexton             | Decisão (unânime)             | Cage Warriors: 40                                        | 26/02/2011 | 3     | 5:00  | North London                       | Estreia no peso-mosca.                                                                               |
| Derrota | 15-6   | Sarah Kaufman           | Nocaute (slam)                | Strikeforce Challengers: del Rosario vs. Mahe            | 23/07/2010 | 3     | 4:45  | Everett, Washington, United States | Pelo Cinturão Peso Galo Feminino do Strikeforce.                                                     |
| Vitória | 15-5   | Tara LaRosa             | Decisão (dividida)            | Moosin: God of Martial Arts                              | 21/05/2010 | 3     | 5:00  | Worcester, Massachusetts           | Peso-casado (130 lbs).                                                                               |
| Vitória | 14-5   | Molly Helsel            | Finalização (mata leão)       | KOTC: Toryumon                                           | 30/01/2010 | 2     | 3:18  | Okinawa                            | |
| Derrota | 13-5   | Marloes Coenen          | Finalização (chave de braço)  | Strikeforce: Fedor vs. Rogers                            | 07/11/2009 | 1     | 1:05  | Hoffman Estates, Illinois          | Luta no peso-pena.                                                                                   |
| Vitória | 13-4   | Chisa Yonezawa          | Decisão (unânime)             | Valkyrie 01                                              | 08/11/2008 | 2     | 3:00  | Tokyo                              | Luta no peso-galo.                                                                                   |
| Vitória | 12-4   | Vanessa Porto           | Nocaute Técnico (joelhadas)   | Fatal Femmes Fighting 4: Call of the Wild                | 03/04/2008 | 3     | 0:53  | Los Angeles, California            | Defendeu o Cinturão Peso-Leve do FFF.                                                                |
| Vitória | 11-4   | Marloes Coenen          | Decisão (dividida)            | K-GRACE 1                                                | 27/05/2007 | 2     | 3:00  | Tokyo                              | Final do torneio de peso aberto feminino da K-GRACE.                                                 |
| Vitória | 10-4   | Megumi Yabushita        | Decisão (unânime)             | K-GRACE 1                                                | 27/05/2007 | 2     | 3:00  | Tokyo                              | Semifinal do torneio de peso aberto feminino da K-GRACE.                                             |
| Vitória | 9-4    | Hee Jin Lee             | Finalização (chave de braço)  | K-GRACE 1                                                | 27/05/2007 | 1     | 2:56  | Tokyo                              | Quartas de final do torneio de peso aberto feminino da K-GRACE.                                      |
| Vitória | 8-4    | Cassandra Rivers-Blasso | Decisão (dividida)            | Fatal Femmes Fighting 1: Asian Invasion                  | 17/01/2007 | 5     | 2:00  | Los Angeles, California            | Ganhou o Cinturão Peso-Leve do FFF.                                                                  |
| Derrota | 7-4    | Shayna Baszler          | Finalização (omoplata)        | MARS: BodogFIGHT                                         | 04/10/2006 | 1     | 1:08  | Tokyo                              | |
| Vitória | 7-3    | Megumi Yabushita        | Decisão (unânime)             | G-Shooto: G-Shooto 05                                    | 06/05/2006 | 2     | 5:00  | Tokyo                              | |
| Derrota | 6-3    | Tara LaRosa             | Decisão (unânime)             | Mix Fighting Championships: Boardwalk Blitz              | 04/03/2006 | 3     | 5:00  | Atlantic City, New Jersey          | |
| Derrota | 6-2    | Laura D'Auguste         | Decisão (unânime)             | Ring of Combat 8                                         | 19/03/2005 | 3     | 5:00  | Asbury Park, Nova Jérsei           | Pelo Cinturão Peso-Meio-Médio-Feminino do ROC (147 lbs).                                             |
| Vitória | 6-1    | Jennifer Howe           | Finalização (triângulo)       | International Fighting Championships: Eve of Destruction | 05/03/2005 | 3     | 1:47  | Salt Lake City, Utah               | Ganhou o Cinturão Peso-Médio-Feminino do IFC. Ganhou o Cinturão Peso-Médio-Feminino Mundial do ISKA. |
| Derrota | 5-1    | Megumi Yabushita        | Decisão (unânime)             | Smackgirl: World ReMix 2004                              | 19/12/2004 | 2     | 5:00  | Shizuoka                           | Semifinal do torneio de peso aberto do Smackgirl World ReMix 2004.                                   |
| Vitória | 5-0    | Ana Carolina            | Decisão (unânime)             | Smackgirl: World ReMix 2004                              | 19/12/2004 | 2     | 5:00  | Shizuoka                           | Quartas de final do torneio de peso aberto do Smackgirl World ReMix 2004.                            |
| Vitória | 4-0    | Jennifer Howe           | Decisão (unânime)             | HOOKnSHOOT: Evolution                                    | 06/11/2004 | 3     | 5:00  | Evansville, Indiana                | |
| Vitória | 3-0    | Natsuko Kikukawa        | Decisão (unânime)             | Smackgirl: F8                                            | 16/05/2004 | 3     | 5:00  | Tokyo                              | |
| Vitória | 2-0    | Keiko Tamai             | Decisão (unânime)             | Greatest Common Multiple: Cross Section 1                | 18/04/2004 | 2     | 5:00  | Japão                              | |
| Vitória | 1-0    | Hikaru Shinohara        | Finalização (chave de braço)  | Smackgirl: Third Season 7                                | 10/11/2003 | 1     | 1:58  | Tokyo                              | |

### Cartel no TUF
| Res.    | Cartel | Oponente           | Método                         | Evento                                          | Data                  | Round | Tempo | Local             | Notas                      |
| ------- | ------ | ------------------ | ------------------------------ | ----------------------------------------------- | --------------------- | ----- | ----- | ----------------- | -------------------------- |
| Derrota | 3-2    | Sijara Eubanks     | Decisão (unânime)              | The Ultimate Fighter: A New World Champion      | 29/11/2017 (exibição) | 3     | 5:00  | Las Vegas, Nevada | Semifinal do TUF 26        |
| Vitória | 3-1    | Emily Whitmire     | Nocaute Técnico (cotoveladas)  | The Ultimate Fighter: A New World Champion      | 08/11/2017 (exibição) | 1     |       | Las Vegas, Nevada | Quartas de Final do TUF 26 |
| Vitória | 2-1    | Shana Dobson       | Nocaute Técnico (socos)        | The Ultimate Fighter: A New World Champion      | 30/08/2017 (exibição) | 1     |       | Las Vegas, Nevada | Luta Preliminar do TUF 26  |
| Derrota | 1-1    | Jessica Rakoczy    | Nocaute Técnico (slam e socos) | The Ultimate Fighter: Team Rousey vs. Team Tate | 25/09/2013 (exibição) | 2     | 2:31  | Las Vegas, Nevada | Luta Preliminar do TUF 18  |
| Vitória | 1-0    | Valérie Létourneau | Finalização (mata leão)        | The Ultimate Fighter: Team Rousey vs. Team Tate | 04/09/2013 (exibição) | 1     | 3:36  | Las Vegas, Nevada | Eliminatórias do TUF 18    |